# Ниберле, Карл
Карл Ниберле (нем. Karl Nieberle, иногда нем. Carl Nieberle; 1 января 1877, Блаубойрен, Вюртемберг — 12 января 1946, Пфуллинген) — немецкий ветеринарный врач, профессор университета в Лейпциге, автор учебника по анатомии домашних животных; член НСДАП.

## Биография
Карл Ниберле родился 1 января 1877 года в Блаубойрене (Вюртемберг). С 1926 по 1944 год он состоял полным профессором патологии животных на факультете ветеринарной медицины Лейпцигского университета; в 1931/1932 учебном году, а затем с 1934 по 1943 год он также являлся деканом факультета ветеринарной медицины. 11 ноября 1933 года Ниберле был среди более 900 ученых и преподавателей немецких университетов и вузов, подписавших «Заявление профессоров о поддержке Адольфа Гитлера и национал-социалистического государства». В 1934 году он был избран в Германскую академию естествоиспытателей «Леопольдина».
Карл Ниберле являлся автором классической работы по патологии животных: «Учебник специальной патологической анатомии домашних животных» (Lehrbuch der speziellen pathologischen Anatomie der Haustiere, 1931). Специализацией Ниберле была борьба с туберкулезом у животных: из 130 диссертаций, написанных под его руководством, 54 были посвящены туберкулезу. Являясь членом НСДАП, он открыто выступал за строгое разделение политической деятельности и учебного процесса. Ниберле состоял также членом студенческого братства «Corps Saxo-Thuringia München». Скончался 12 января 1946 года в Пфуллингене.

## Работы
- Szezególowa anatomia patalogiezna zwierzat domowych / Nieberle, Karl. — Warszawa : Państowowe Wydawnictwo rolnicze i lesśne, 1968.
- Textbook of the special pathological anatomy of domestic animals / Nieberle, Karl. — Oxford : Pergamon Press, 1966.
- Lehrbuch der speziellen pathologischen Anatomie der Haustiere / Nieberle, Karl. — Jena : G. Fischer, 1961, 4., verb. u. erw. Aufl.